# Cloud-9 (RELHIC)
Cloud-9 é um objeto celeste que pode vir a ser uma nuvem RELHIC, uma galáxia de matéria escura sem estrelas. Esta nuvem RELHIC pode ter uma massa 5 bilhões de vezes maior que a do Sol e foi encontrada nas proximidades da galáxia espiral M94, na constelação de Canes Venatici.